# 吉澤和弘
吉澤 和弘（よしざわ かずひろ、1955年〈昭和30年〉6月21日 - ）は、日本の実業家。株式会社NTTドコモ相談役。群馬県出身。

## 経歴
1955年6月21日に群馬県で生まれる。岩手大学工学部情報工学科で電気システム工学を学んだ後、1979年4月に日本電信電話公社に入社。1985年に民営化に伴い日本電信電話に入社。グループ会社の設備投資業務に関わった時期もあるが、主に黎明期からの移動体通信事業に携わった。「ショルダーホン」市場投入時には、吉澤が係長、のちに吉澤の一代前のNTTドコモ社長となる加藤薫が課長として共に取り組んだ。
NTT移動通信企画（現・NTTドコモ）の設立前年より準備室に配属され、1992年に設立と共に移籍。資材部担当部長、経営企画部担当部長などを経て、2007年に執行役員 第二法人営業部部長、2011年に取締役、2012年に常務執行役員に就任。2013年にドコモ・イノベーションベンチャーズ（現・NTTドコモ・ベンチャーズ）代表取締役社長に就任。
2014年にNTTドコモ代表取締役副社長に就任を経て、2016年に相談役に退いた加藤薫に代わり代表取締役社長に就任。これまで同社では親会社の日本電信電話から社長が送り込まれるのが慣例で、実質的なプロパーが社長に就任するのは初めてのことである。
2020年に代表取締役社長を退任し、取締役 特命担当に就任。2021年に相談役に就任。

## 人物
晴れた日にはジョギングをするのが趣味だと述べる。
座右の銘は「失意泰然、得意淡然」。NTTドコモ元社長の加藤薫は、吉澤を「実直誠実で、青年を思わせるくらい若々しい。スポーツマンでもある」と評する。
群馬県立前橋高等学校ではサッカー部に在籍し、3年生の時の同級生にはIHI取締役の大谷宏之と、ベガシステム社長の多賀谷哲也がいる。

## 履歴

### 学歴・職歴
- 1979年（昭和54年）3月 - 岩手大学工学部情報工学科卒業[10]。
- 1979年（昭和54年）4月 - 日本電信電話公社入社[11]。
- 1985年（昭和60年）4月 - 日本電信電話株式会社設立 入社。
- 1994年（平成6年）4月 - エヌ・ティ・ティ移動通信網株式会社（現・株式会社NTTドコモ）資材部担当部長[12]。
- 1996年（平成8年）12月 - エヌ・ティ・ティ移動通信網株式会社（現・株式会社NTTドコモ）経営企画部担当部長[11]。
- 2001年（平成13年）7月 - 株式会社エヌ・ティ・ティ・ドコモ（現・株式会社NTTドコモ）人材育成部担当部長[11]。
- 2003年（平成15年）7月 - 株式会社エヌ・ティ・ティ・ドコモ（現・株式会社NTTドコモ）経営企画部担当部長[11]。
- 2007年（平成19年）6月 - 株式会社エヌ・ティ・ティ・ドコモ（現・株式会社NTTドコモ）執行役員 第二法人営業部部長[13]。
- 2011年（平成23年）6月 - 株式会社エヌ・ティ・ティ・ドコモ（現・株式会社NTTドコモ）取締役執行役員 人事部部長[14]。
- 2012年（平成24年）6月 - 株式会社エヌ・ティ・ティ・ドコモ（現・株式会社NTTドコモ）取締役常務執行役員 モバイル社会研究所担当兼経営企画部部長[15]。
- 2013年（平成25年）2月 - 株式会社ドコモ・イノベーションベンチャーズ（現・株式会社NTTドコモ・ベンチャーズ）代表取締役社長[16]。
- 2013年（平成25年）7月 - 株式会社エヌ・ティ・ティ・ドコモ（現・株式会社NTTドコモ）取締役常務執行役員 モバイル社会研究所担当兼経営企画部部長兼事業改革室室長[17]。
- 2014年（平成26年）6月 - 株式会社NTTドコモ代表取締役副社長兼CIO兼CISO（英語版）兼CPO（英語版） 技術、デバイス、情報戦略担当[18]。
- 2016年（平成28年）6月 - 株式会社NTTドコモ代表取締役社長兼CEO[19][20]。
- 2017年（平成29年）6月 - 一般社団法人電気通信事業者協会副会長[21]。
- 2020年（令和2年）12月 - 株式会社NTTドコモ取締役 特命担当[22]。
- 2021年（令和3年）6月 - 株式会社NTTドコモ相談役（現任）[23]。
- 2021年（令和3年）6月 - ソニーフィナンシャルホールディングス株式会社社外取締役（現任）[24]。

## 現職
- 株式会社NTTドコモ相談役
- ソニーフィナンシャルホールディングス株式会社社外取締役[25]